# Crossopalpus curvineris
Crossopalpus curvineris är en tvåvingeart som först beskrevs av Zetterstedt 1842.  Crossopalpus curvineris ingår i släktet Crossopalpus och familjen puckeldansflugor. Inga underarter finns listade i Catalogue of Life.